# Zak Penn
Zak Penn (nascut el 23 de març de 1968) és un guionista estatunidenc. Penn va escriure i dirigir Incident at Loch Ness i The Grand, va escriure els guons de L'increïble Hulk, v coescriure els guions per X2, X-Men: La decisió final, i l’argument de The Avengers. Amb Michael Karnow, Penn és el co-creador de la sèrie de televisió Alphas a la xarxa Syfy.

## Primers anys
Penn va néixer a Nova York. És fill de l'empresari i advocat de Nova York Arthur Penn, que va dirigir l'adquisició de Capital Markets Assurance Corporation de Citicorp.
Zak Penn es va graduar a la Wesleyan University el 1990. El seu guió per a PCU es va basar en les seves experiències a la casa Eclectic Society.

## Carrera
Les pel·lícules en què Penn ha participat en l'escriptura inclouen L'últim gran heroi, X2, X-Men: La decisió final, i Elektra. Penn va escriure els primers esborranys de Hulk, L'increïble Hulk, The Avengers i Free Guy.
Penn també és membre del jurat de l'estudi digital Filmaka, una plataforma per a cineastes no descoberts per mostrar el seu treball als professionals del sector.
El juliol de 2012, Avatar Press va publicar el primer número del primer còmic de Penn, Hero Worship. La sèrie de sis números està escrita conjuntament amb el guionista de Star Wars: The Clone Wars Scott Murphy i dibuixada per Michael DiPascale. Se centra en Zenith, un heroi indestructible que té fans que segueixen cada desastre, intentant entreveure la celebritat definitiva i arriscar la seva pròpia vida en el procés. Un fan s'obsessiona tant que porta al desenvolupament dels seus propis poders.
Va dirigir el documental Atari: Game Over.

## Filmografia

### Pel·lículas
| Any  | Títol                   | Acreditat com | Acreditat com   | Notes                                            |
| Any  | Títol                   | Director      | Guionista       | Notes                                            |
| ---- | ----------------------- | ------------- | --------------- | ------------------------------------------------ |
| 1993 | L'últim gran heroi      | No            | Story           | Coautor amb Adam Leff                            |
| 1994 | PCU                     | No            | Sí              | coguionista amb Adam Leff                        |
| 1997 | Homes de negre          | No            | No acreditat    | [ 5 ]                                            |
| 1998 | Formiguez               | No            | Sense acreditar | Consultor argument                               |
| 1999 | Inspector Gadget        | No            | Sí              | coguionista amb Kerry Ehrin                      |
| 2000 | Els àngels de Charlie   | No            | Sense acreditar | revisions del guió                               |
| 2001 | Behind Enemy Lines      | No            | Sí              | coguionista amb David Veloz                      |
| 2002 | Reign of Fire           | No            | Sense acreditar | [ 6 ]                                            |
| 2003 | X2                      | No            | Història        | Co-autor amb David Hayter id Bryan Singer        |
| 2004 | Incident at Loch Ness   | Sí            | Sí              | directorial debut; coguionista amb Werner Herzog |
| 2004 | Sospitós zero           | No            | Sí              | coguionista amb Billy Ray                        |
| 2005 | Elektra                 | No            | Sí              | coguionista amb Stu Zicherman i Raven Metzner    |
| 2006 | X-Men: La decisió final | No            | Sí              | coguionista amb Simon Kinberg                    |
| 2007 | The Grand               | Sí            | Sí              | coguionista amb Matt Bierman                     |
| 2008 | L'increïble Hulk        | No            | Sí              | Sense acreditar reescrit per Edward Norton       |
| 2012 | The Avengers            | No            | Història        | Coguionista amb Joss Whedon                      |
| 2014 | Atari: Game Over        | Sí            | No              | Documentary; on-screen appearance                |
| 2018 | Ready Player One        | No            | Sí              | coguionista amb Ernest Cline                     |
| 2021 | Free Guy                | No            | Sí              | coguionista amb Matt Lieberman                   |

### Televisió
| Any       | Títol     | Acreditat com | Acreditat com | Acreditat com     | Acreditat com | Notes                       |
| Any       | Títol     | Guionista     | Productor     | Productor creador | Creador       | Notes                       |
| --------- | --------- | ------------- | ------------- | ----------------- | ------------- | --------------------------- |
| 2011–2012 | Alphas    | Sí            | ExecutiU      | No                | Sí            | co-creat amb Michael Karnow |
| 2023      | Beacon 23 | Sí            | Executiu      | Sí                | Sí            |                             |

### Videojocs
| Any  | Títol                    | Acreditat com    | Acreditat com | Acreditat com   | Notes                                           |
| Any  | Títol                    | Director creatiu | Guionista     | Director tècnic | Notes                                           |
| ---- | ------------------------ | ---------------- | ------------- | --------------- | ----------------------------------------------- |
| 2005 | Fantastic Four           | No               | Sí            | No              | Acreditat per a la història del joc i el diàleg |
| 2006 | X-Men: The Official Game | No               | Sí            | No              | Acreditat pel guió                              |